# Beau Travail
Beau Travail (pronunciado /bo tʁa.vaj/, francés para "buen trabajo"), conocida en América Latina y España como Buen Trabajo, es una película francesa de 1999 dirigida por Claire Denis, basada libremente en la novela corta de Herman Melville de 1888 Billy Budd. La historia, ambientada en Yibuti, se centra en la relación de rivalidad y deseo entre dos soldados de la Legión Extranjera Francesa.Su banda sonora incluye fragmentos de la ópera Billy Budd , de Benjamin Britten, basada también en la obra de Melville, y canciones como 'Safeway Cart' de Neil Young y 'The Rythm of the Night' de Corona. 
En 2022, la revista Sight and Sound incluyó la película en su lista a las Mejores Películas de Todos los Tiempos, en el puesto número 7.

## Sinopsis
Un sargento de la Legión Extranjera, Galoup, recuerda el tiempo que pasó en Yibuti. En dicho país africano, comandaba a un grupo de soldados. Tras la llegada de un nuevo soldado, Sentain, un hombre carismático y magnético. Galoip siente atracción por él, que por represión sexual se convierten en celos y odio. El enfrentamiento entre ambos se convierte en una guerra concreta entre el tedio de los entrenamientos y los rituales militares en tiempos de paz.

## Reparto
- Denis Lavant - Galoup
- Michel Subor - Comandante Bruno Forestier
- Grégoire Colin - Legionario Gilles Sentain
- Richard Courcet - Legionario
- Nicolas Duvauchelle - Legionario
- Adiatou Massudi - Legionario
- Mickael Ravovski - Legionario
- Dan Herzberg - Legionario

## Premios y reconocimientos[7]
| Año  | Organización                               | Premio                                                 | Resultado |
| ---- | ------------------------------------------ | ------------------------------------------------------ | --------- |
| 2001 | Premios César                              | Mejor Cinematografía - Agnès Godard                    | Ganadora  |
| 2001 | Asociación de críticos de cine ce Chicago  | Mejor película en idioma extranjero                    | Nominada  |
| 2001 | Círculo de Críticos de Cine de Londres     | Película del año en idioma extranjero                  | Nominada  |
| 2001 | Festival internacional de cine de Róterdam | Mención especial - Claire Denis                        | Ganadora  |
| 2001 | Premios Chlotrudis                         | Mejor actor - Denis Lavant                             | Nominado  |
| 2001 | Premios Chlotrudis                         | Mejor Cinematografía - Agnès Godard                    | Ganadora  |
| 2001 | Premios Chlotrudis                         | Mejor Dirección - Claire Denis                         | Nominado  |
| 2001 | Premios Chlotrudis                         | Mejor Película                                         | Nominada  |
| 2001 | Premios Chlotrudis                         | Mejor guion adaptado - Claire Denis y Jean-Pol Fargeau | Nominados |
| 2000 | Festival internacional de cine de Berlín   | Mención especial del Jurado - Claire Denis             | Ganadora  |
| 2000 | Sociedad de Críticos de Cine de Boston     | Mejor cinematografía - Agnès Godard                    | Nominado  |
| 2000 | Premios de Cine Independiente Británico    | Mejor película en idioma extranjero                    | Nominada  |
| 2000 | Premios del Cine Europeo                   | Cinematografía europeoa - Agnès Godard                 | Nominado  |
| 2000 | Village Voice Film Poll                    | Mejor Película                                         | Ganadora  |
| 2000 | Village Voice Film Poll                    | Mejor Dirección - Claire Denis                         | Nominada  |
| 1999 | Festival Internacional de Cine de Venecia  | Cine del Presente - León del Año                       | Nominado  |